# 中心性浆液性脉络膜视网膜病变
中心性浆液性脉络膜视网膜病变，简称“中浆病”或“中漿症”（英：Central serous retinopathy (CSR)或Central serous chorioretinopathy (CSC)），是一種眼科疾病，通常是暫時性的，並影響一隻眼睛。患者多是20至50歲男士，但也影響女士。大部分的個案會自然痊癒，但可能會復發。病變的特點是在黃斑（Macula）中央位置有液體漏出，導致模糊的甚至是扭曲的視野（metamorphopsia）。患者視野中心通常出現盲點或灰點，並出現閃光症（Photopsia）的跡象。

## 診斷
診斷通常先由擴張性視網膜檢查開始，再由熒光素血管造影術（Fluorescein angiography）確認。血管造影試驗通常會顯示一個或多個熒光點與流體洩漏。10％至15％的個案會出現典型的煙囪形狀。阿姆斯勒柵格（Amsler grid）會有助記載受影響的視野面積。